# Heathfield (Sussex de l'Est)
Pour les articles homonymes, voir Heathfield.
Heathfield est une ville du Sussex de l'Est, en Angleterre.